# Tour de l'Ardèche 2020
De 18e editie van de wielerwedstrijd Tour de l'Ardèche vond in 2020 plaats van 3 tot en met 9 september. De start was in Saint-Martin-d'Ardèche en de finish in Beauchastel. De ronde stond op de UCI-kalender voor vrouwen, in de categorie 2.1. De Amerikaanse Lauren Stephens volgde Marianne Vos op als eindwinnaar.

## Deelname
| Women WorldTour                                                                               | Women Continentaal | Nationale selectie                      | Club team |
| --------------------------------------------------------------------------------------------- | --- | --------------------------------------- | --- |
| Trek-Segafredo FDJ Nouvelle-Aquitaine Futuroscope Canyon-SRAM Movistar Team Alé BTC Ljubljana | Cogeas-Mettler-Look Team Tibco Doltcini-Van Eyck Sport Rally Cycling Lviv Cycling Team women Aromitalia-Basso Bikes-Vaiano BePink Team Arkéa Charente-Maritime Women Cycling Massi-Tactic Women Team Eneicat-RBH Global Ciclismo Mundial | Duitsland Slowakije Oekraïne Oostenrijk | WCC TEAM Andy Schleck Cycles-Immo Losch Credit Mutuel team feminin aura Mat Atom Wroclaw Pannonia regional team Restore cycling team |

## Etappe-overzicht
| Etappe | Datum       | Start                   | Finish             | Type       | Afstand  | Winnaar             | Klassementsleider |
| ------ | ----------- | ----------------------- | ------------------ | ---------- | -------- | ------------------- | ----------------- |
| 1      | 3 september | Saint-Martin-d'Ardèche  | Bourg-Saint-Andéol | Heuvelrit  | 90,3 km  | Mavi García         | Mavi García       |
| 2      | 4 september | Saint-Georges-les-Bains | Font D’Urle        | Bergrit    | 135,6 km | Mavi García         | Mavi García       |
| 3      | 5 september | Avignon                 | Avignon            | Vlakke rit | 113,5 km | Audrey Cordon-Ragot | Mavi García       |
| 4      | 6 september | Meyrueis                | Mont Lozère        | Bergrit    | 133 km   | Kristen Faulkner    | Mavi García       |
| 5      | 7 september | Pont du Gard            | Ruoms              | Heuvelrit  | 134,5 km | Leigh Ann Ganzar    | Lauren Stephens   |
| 6      | 8 september | Valréas                 | Rochemaure         | Bergrit    | 137,9 km | Pauline Allin       | Lauren Stephens   |
| 7      | 9 september | Savasse                 | Beauchastel        | Heuvelrit  | 98,6 km  | Chloe Hosking       | Lauren Stephens   |

## Eindklassementen
| Plaats    | Naam             | Ploeg                              | Tijd      |
| --------- | ---------------- | ---------------------------------- | --------- |
| Roze trui | Lauren Stephens  | Team Tibco                         | 23u46'50" |
| 2         | Mavi García      | Movistar Team                      | + 38"     |
| 3         | Anna Kiesenhofer | Oostenrijk                         | + 1'31"   |
| 4         | Yara Kastelijn   | Ciclismo Mundial                   | + 5'09"   |
| 5         | Sandra Levenez   | Team Arkéa                         | + 5'25"   |
| 6         | Victorie Guilman | FDJ Nouvelle-Aquitaine Futuroscope | + 5'48"   |
| 7         | Sara Poidevin    | Rally Cycling                      | + 10'08"  |
| 8         | Camilla Alessio  | BePink                             | + 12'48"  |
| 9         | Kathrin Hammes   | Duitsland                          | + 13'21"  |
| 10        | Urška Žigart     | Alé BTC Ljubljana                  | + 13'32"  |
|           |                  |                                    |           |
| 55        | Sanne Cant       | Ciclismo Mundial                   | + 58'44"  |

| Plaats      | Naam            | Ploeg            | Punten |
| ----------- | --------------- | ---------------- | ------ |
| Groene trui | Lauren Stephens | Team Tibco       | 41     |
| 2           | Mavi García     | Movistar Team    | 40     |
| 3           | Chloe Hosking   | Rally Cycling    | 31     |
|             |                 |                  |        |
| 5           | Yara Kastelijn  | Ciclismo Mundial | 19     |

| Plaats | Naam             | Ploeg            | Punten |
| ------ | ---------------- | ---------------- | ------ |
| 1      | Yara Kastelijn   | Ciclismo Mundial | 39     |
| 2      | Mavi García      | Movistar Team    | 37     |
| 3      | Kristen Faulkner | Team Tibco       | 27     |

| Plaats     | Naam                       | Ploeg            | tijd      |
| ---------- | -------------------------- | ---------------- | --------- |
| Witte trui | Camilla Alessio            | BePink           | 23u59'38" |
| 2          | Ceylin del Carmen Alvarado | Ciclismo Mundial | + 6'06"   |
| 3          | Lea Curinier               | Team Arkéa       | +13'08"   |

| Plaats | Ploeg             | Tijd      |
| ------ | ----------------- | --------- |
|        | Alé BTC Ljubljana | 71u51'58" |
| 2      | Ciclismo Mundial  | + 13'01"  |
| 3      | Team Arkéa        | + 22'47"  |

## Klassementenverloop
| Etappe       | Winnaar             | Algemeen klassement · | Puntenklassement · | Bergklassement · | Jongerenklassement · | Ploegenklassement |
| ------------ | ------------------- | --------------------- | ------------------ | ---------------- | -------------------- | ----------------- |
| 1            | Mavi García         | Mavi García           | Mavi García        | Mavi García      | Inge van der Heijden | Alé BTC Ljubljana |
| 2            | Mavi García         | Mavi García           | Mavi García        | Mavi García      | Camilla Alessio      | Alé BTC Ljubljana |
| 3            | Audrey Cordon-Ragot | Mavi García           | Mavi García        | Mavi García      | Camilla Alessio      | Alé BTC Ljubljana |
| 4            | Kristen Faulkner    | Mavi García           | Mavi García        | Mavi García      | Camilla Alessio      | Alé BTC Ljubljana |
| 5            | Leigh Ann Ganzar    | Lauren Stephens       | Mavi García        | Mavi García      | Camilla Alessio      | Alé BTC Ljubljana |
| 6            | Pauline Allin       | Lauren Stephens       | Lauren Stephens    | Mavi García      | Camilla Alessio      | Alé BTC Ljubljana |
| 7            | Chloe Hosking       | Lauren Stephens       | Lauren Stephens    | Yara Kastelijn   | Camilla Alessio      | Alé BTC Ljubljana |
| 0Eindstanden | 0Eindstanden        | Lauren Stephens       | Lauren Stephens    | Yara Kastelijn   | Camilla Alessio      | Alé BTC Ljubljana |

2003 · 2004 · 2005 · 2006 · 2007 · 2008 · 2009 · 2010 · 2011 · 2012 · 2013 · 2014 · 2015 · 2016 · 2017 · 2018 · 2019 · 2020 · 2021 · 2022 · 2023 · 2024